# Veaceslav Ivanov
Veaceslav Ivanovici Ivanov (în rusă Вячеслав Иванович Иванов) (n. 16/28 februarie 1866, Moscova, Imperiul Rus – d. 16 iulie 1949, Roma, Italia) a fost un poet și teoretician al simbolismului, mistagog, filozof, traducător și dramaturg rus. Influențat de scrierile lui Friedrich Nietzsche, a devenit unul din promotorii  curentului dionisiac în Rusia. Reprezentant de marcă al veacului de argint din poezia rusă ce acoperă perioada Simbolismului și Akmeismului. În perioada cât a locuit la Sankt Peterburg, a fost gazda și animatorul fervent al unor „miercuri” literare frecventate inclusiv de către Aleksandr Blok și Georgi Ciulkov, ultimul fiind cunoscut în calitate de autor al „anarhismului mistic” rus.
A participat la editarea de jurnale și a călătorit extensiv în Franța și Italia. 
În anul 1924 a emigrat la Roma, unde a primit catedra de filologie paleoslavă la colegiul Russicum. S-a convertit la catolicism  fără a renunța la nimic din patrimoniul ortodox. 
Lui Veaceslav Ivanov i se datorează metafora folosită ulterior de papii Ioan Paul al II-lea și Benedict al XVI-lea, conform căreia „catolicismul” și „ortodoxia” ar fi cei doi plămâni prin care creștinătatea trebuie să respire din nou.
După moartea sa a fost descoperită o arhivă impresionantă de corespondență cu marii oameni de cultură ai Europei, în special cu Martin Buber, Gabriel Marcel, Ettore Lo Gatto, Giovanni Papini și Ernst Robert Curtius.
Prin scrierile sale a contribuit la valorificarea culturii greco-latine și la sincronizarea literaturii ruse cu cea europeană.

## Scrieri
- 1903: Stele căzătoare (Кормчие звёзды)
- 1904: Transparență (Прозрачность)
- 1905: Urmând stelele (По звёздам)
- 1905: Tantal (Тантал)
- 1907: Eros (Эрос)
- 1909 - 1911: Cor ardens
- 1916: Brazde și hotare (Борозды и межи)
- 1919: Prometeu (Прометей)
- 1921: Dionisos și stră-dionisianismul
- 1922: Corespondență dintr-un ungher în celălalt (Переписка из двух углов)
- 1924: De profundis amavi
- 1925: Sonete romane.

Ivanov a tradus din operele antichității clasice.

## Vezi și
- Listă de dramaturgi ruși